# 902年
| 千纪： | 1千纪                                                                                           |
| 世纪： | 9世纪 \| 10世纪 \| 11世纪                                                                       |
| 年代： | 870年代 \| 880年代 \| 890年代 \| 900年代 \| 910年代 \| 920年代 \| 930年代                       |
| 年份： | 897年 \| 898年 \| 899年 \| 900年 \| 901年 \| 902年 \| 903年 \| 904年 \| 905年 \| 906年 \| 907年 |
| 纪年： | 壬戌年（狗年）；唐（南吴）天復二年；南诏中兴六年；大長和安國元年 ；日本延喜二年；后百济正开二年 |

## 大事记
- 朱溫計誘李茂貞出鳳翔城，朱溫襲擊，李茂貞大敗。
- 錢鏐被封為越王，部下徐綰和許再思起兵叛變。
- 楊行密被封為吳王，建都廣陵。
- 割據嶺南的清海軍留後劉隱攻打虔州割據者盧光稠的兒子韶州刺史盧延昌，因逢大霧與盧光稠親自來援，清海軍屢戰屢敗，劉隱幾乎僅以身免。
- 清平官鄭買嗣殺死南詔王室親族800餘人，滅亡南詔，建立大長和國。
- 阿格拉布王朝攻佔陶爾米納，標誌著穆斯林征服西西里與拜占庭帝國對西西里統治的結束，但西西里東北部仍有一些拜占庭帝國要塞未被攻克，直到965年的羅梅塔之圍。

## 出生
- 11月25日 - 遼太宗耶律德光（902年－947年），大契丹國第二位皇帝（927年12月11日至947年5月15日在位），在位20年。

## 逝世
- 大封民孝哀帝舜化贞